# العروس (الشاهل)

تعديل مصدري - تعديل

العروس هي إحدى قرى عزلة جانب اليمن بمديرية الشاهل التابعة لمحافظة حجة، بلغ تعداد سكانها 58 نسمة حسب تعداد اليمن لعام 2004.